# Campionati europei giovanili di nuoto 1983
I X Campionati europei giovanili di nuoto e tuffi si sono disputati a Mulhouse dal 5 agosto all'8 agosto 1983.
Hanno partecipato alla manifestazione le federazioni iscritte alla LEN; a partire da questa edizione cambia l'età massima per la partecipazione, sia per il nuoto che per i tuffi:
- le nuotatrici di 14 e 15 anni (1969 e 1968) e i nuotatori di 15 e 16 (1968 e 1967)
- Le tuffatrici di 15 e 16 anni (1968 e 1967) e i tuffatori di 16 e 17 (1967 e 1966)

Unica novità tra le gare in programma è l'introduzione della staffetta 4 x 200m stile libero femminile.

## Podi

### Uomini
| Evento                | Oro              | Tempo    | Argento          | Tempo    | Bronzo            | Tempo    |
| Stile libero          |                  |          |                  |          |                   |          |
| 100 m                 | René Wanzlik     | 52"73    | Eric Ran         | 52"81    | Patric Birgersson | 52"87    |
| 200 m                 | Uwe Daßler       | 1'54"28  | Zoltán Szilágyi  | 1'54"29  | Anders Holmertz   | 1'54"72  |
| 400 m                 | Uwe Daßler       | 3'58"05  | Anders Holmertz  | 3'59"18  | Zoltán Szilágyi   | 3'59"23  |
| 1500 m                | Anders Holmertz  | 15'37"05 | Uwe Daßler       | 15'40"82 | Frank Kinner      | 15'41"42 |
| Dorso                 |                  |          |                  |          |                   |          |
| 100 m                 | Frank Schneider  | 58"56    | Georgi Mihalev   | 59"12    | Peter Bermel      | 59"92    |
| 200 m                 | Franck Schneider | 2'05"27  | Georgi Mihalev   | 2'08"03  | Thomas Flemming   | 2'10"03  |
| Rana                  |                  |          |                  |          |                   |          |
| 100 m                 | Mikhail Dozorov  | 1'05"37  | Albert Poleschuk | 1'06"21  | Andrea Cecchi     | 1'06"43  |
| 200 m                 | Albert Poleschuk | 2'23"13  | Mikhail Dozorov  | 2'23"56  | Andrea Cecchi     | 2'25"73  |
| Farfalla              |                  |          |                  |          |                   |          |
| 100 m                 | Marcos Verdaguer | 56"51    | Artur Yakovlev   | 58"14    | Jone Lazzari      | 58"15    |
| 200 m                 | Christian Ponta  | 2'07"00  | Thomas Körber    | 2'07"03  | Jone Lazzari      | 2'07"58  |
| Misti                 |                  |          |                  |          |                   |          |
| 200 m                 | Peter Bermel     | 2'08"57  | Mikhail Dorozov  | 2'09"87  | Berndt Glombitza  | 2'10"66  |
| 400 m                 | Peter Bermel     | 4'33"10  | Roberto Cassio   | 4'36"44  | Raik Hannemann    | 4'37"20  |
| Staffette             |                  |          |                  |          |                   |          |
| 4 x 100m stile libero | Unione Sovietica | 3'33"80  | Svezia           | 3'33"81  | Germania Ovest    | 3'34"17  |
| 4 x 200m stile libero | Germania Est     | 7'42"47  | Germania Ovest   | 7'46"49  | Regno Unito       | 7'49"45  |
| 4 x 100m mista        | Germania Ovest   | 3'56"99  | Unione Sovietica | 3'57"40  | Italia            | 3'58"90  |

### Donne
| Evento                | Oro              | Tempo   | Argento          | Tempo   | Bronzo           | Tempo   |
| Stile libero          |                  |         |                  |         |                  |         |
| 100 m                 | Ute Zerfass      | 57"11   | Maria Kadrum     | 58"10   | Kerstin Kielgass | 58"27   |
| 200 m                 | Ute Zerfass      | 2'02"87 | Annabelle Cripps | 2'05"25 | Tanya Vannini    | 2'05"31 |
| 400 m                 | Ute Zerfass      | 4'16"70 | Sarah Hardcastle | 4'19"17 | Tanya Vannini    | 4'21"09 |
| 800 m                 | Sarah Hardcastle | 8'43"14 | Tanya Vannini    | 8'52"74 | Katrin Eisermann | 8'55"23 |
| Dorso                 |                  |         |                  |         |                  |         |
| 100 m                 | Birte Weigang    | 1'02"08 | Marion Sperka    | 1'05"05 | Sandra Dahlmann  | 1'05"40 |
| 200 m                 | Birte Weigang    | 2'13"96 | Marion Sperka    | 2'17"26 | Sandra Dahlmann  | 2'19"21 |
| Rana                  |                  |         |                  |         |                  |         |
| 100 m                 | Sylvia Gerasch   | 1'10"41 | Elena Volkova    | 1'13"40 | Ingrid Lempereur | 1'13"44 |
| 200 m                 | Sylvia Gerasch   | 2'34"21 | Elena Volkova    | 2'37"51 | Marie Vetter     | 2'38"98 |
| Farfalla              |                  |         |                  |         |                  |         |
| 100 m                 | Martina Ellger   | 1'02"85 | Sabine Paul      | 1'03"42 | Martina Schwenn  | 1'04"26 |
| 200 m                 | Martina Ellger   | 2'15"77 | Sabine Paul      | 2'17"73 | Edith Ormos      | 2'18"94 |
| Misti                 |                  |         |                  |         |                  |         |
| 200 m                 | Maria Kardum     | 2'20"30 | Sylvia Gerasch   | 2'21"72 | Katja Kumpf      | 2'22"58 |
| 400 m                 | Sabine Schacke   | 4'54"21 | Sarah Hardcastle | 4'59"12 | Susanne Quednau  | 5'00"13 |
| Staffette             |                  |         |                  |         |                  |         |
| 4 x 100m stile libero | Germania Est     | 3'54"11 | Regno Unito      | 3'57"53 | Paesi Bassi      | 3'57"74 |
| 4 x 200m stile libero | Germania Est     | 8'24"66 | Italia           | 8'29"87 | Paesi Bassi      | 8'37"79 |
| 4 x 100m mista        | Germania Est     | 4'15"88 | Germania Ovest   | 4'23"89 | Italia           | 4'26"07 |

### Tuffi
| Evento        | Oro           | Punti  | Argento          | Punti  | Bronzo        | Punti  |
| Uomini        |               |        |                  |        |               |        |
| trampolino 3m | Oscar Bertone | 527,10 | Edwin Jongejans  | 522,25 | Kogalev       | 515,90 |
| piattaforma   | Tereskov      | 485,65 | Kudrevich        | 465,40 | Oscar Bertone | 423,45 |
| Donne         |               |        |                  |        |               |        |
| trampolino 3m | Andrekina     | 481,75 | Gusliannikova    | 456,00 | Krzewski      | 453,40 |
| piattaforma   | Gusliannikova | 318,60 | Luiza Nicolaescu | 304,64 | Cr. Timar     | 303,85 |

## Medagliere
| Posizione | Paese            | Oro | Argento | Bronzo | Totale |
| --------- | ---------------- | --- | ------- | ------ | ------ |
| 1         | Germania Est     | 19  | 5       | 6      | 30     |
| 2         | Unione Sovietica | 6   | 9       | 1      | 16     |
| 3         | Germania Ovest   | 3   | 4       | 8      | 15     |
| 4         | Svezia           | 2   | 3       | 2      | 7      |
| 5         | Gran Bretagna    | 1   | 4       | 1      | 6      |
| 6         | Italia           | 1   | 3       | 9      | 13     |
| 7         | Romania          | 1   | 1       | 1      | 3      |
| 8         | Spagna           | 1   | 0       | 0      | 1      |
| 9         | Paesi Bassi      | 0   | 2       | 2      | 4      |
| 10        | Bulgaria         | 0   | 2       | 0      | 2      |
| 11        | Ungheria         | 0   | 1       | 2      | 3      |
| 12=       | Belgio           | 0   | 0       | 1      | 1      |
| 12=       | Francia          | 0   | 0       | 1      | 1      |
| totale    |                  | 34  | 34      | 34     | 102    |